# NGC 5645
NGC 5645 (другие обозначения — UGC 9328, MCG 1-37-19, ZWG 47.70, KUG 1428+074, IRAS14281+0729, PGC 51846) — спиральная галактика с перемычкой (SBcd) в созвездии Дева.
Этот объект входит в число перечисленных в оригинальной редакции «Нового общего каталога».